# Wojna Aimorés
Wojna Aimorés (port. Guerra dos Aimorés) – konflikt pomiędzy kolonizatorami a Indianami, który miał miejsce w latach 1555-1673 w Brazylii, na terenie dzisiejszych stanów Bahia i Espírito Santo.
Według niektórych relacji z tamtych czasów, plemię Aimorés żyło w lasach i prowadziło koczowniczy tryb życia, polując i łowiąc ryby.
Zarzewiem konfliktów pomiędzy Indianami a Europejczykami były próby zniewolenia lokalnych plemion oraz podboje zamieszkiwanych przez nich terenów. Wyprawy bandeirantes, eksplorujące brazylijski interior w poszukiwaniu złota, srebra i kamieni szlachetnych, często napotykały na miejscowych Indian. Fernão de Sá, syn ówczesnego gubernatora generalnego kolonii Mema de Sá, dowodził jedną z wypraw do stanu Espírito Santo i tam zetknął się z plemieniem Aimorés. Plemię zamieszkiwało dorzecza Jaguaripe i Paraguaçu na terenie obecnych gmin Ilhéus i Porto Seguro.
Pierwsza z serii wielu bitew nosi nazwę Batalha do Cricaré (Bitwa pod Cricaré) i rozegrała się w 1557 roku na terenie kapitanii Espírito Santo. W bitwie wzięło udział 6 statków z ok. 200 członkami załogi. Indianie bronili się z trzech fortyfikacji, z których dwie zostały zdobyte. W bitwie zginął komendant Fernão de Sá.